# Buscador de audio
Los Buscadores de audio se tratan de motores de búsqueda especializados en sonidos. Cuentan con grandes bases de datos que contienen todo tipo de archivos de sonido.

## Tipo de búsqueda

### Búsqueda de audio a partir de texto
En una barra de búsqueda se introduce un término de búsqueda (texto) y posteriormente, tras analizar la base de datos, muestra los resultados que coinciden con nuestro término. Dichos resultados irán acompañados de una breve descripción del contenido del archivo de sonido y sus características, como por ejemplo: duración, frecuencia de muestreo, bit rate o tipo de archivo. Finalmente el usuario tendrá la opción de descargarse aquel archivo que más se ajuste a sus preferencias.

### Búsqueda de audio a partir de una imagen
Los sistemas de consulta por ejemplo (multimedia) es una técnica de consulta que implica dotar al sistema CBIR con una imagen de ejemplo, donde ésta, servirá para realizar la búsqueda.
Una vez se analiza la imagen, se extrae información de la misma. Por ejemplo, palabras clave referentes al contenido de la imagen. Estas palabras se utilizan para la búsqueda de audios dentro del banco de datos de sonido. Como en el caso anterior, según la aplicación, los resultados de la búsqueda se mostrarán según las preferencias del usuario en cuanto al tipo de archivo (wav, mp3, aiff...) u otras características.

#### Aplicación
Todavía no hay ningún software que trabaje este tipo de búsquedas. En un futuro podrían aparecer aplicaciones que se basaran en este método que serían útiles para técnicos de postproducción de sonido. Es decir, el técnico que debe ambientar de forma sonora una escena, podría escoger un fotograma que corresponda a un plano conjunto de la escena, arrastrar la imagen a la barra de búsqueda del buscador y que el software le mostrara como resultados efectos de sonidos correspondientes a los elementos de los cuales se compone la escena.

### Búsqueda de audio a partir de audio

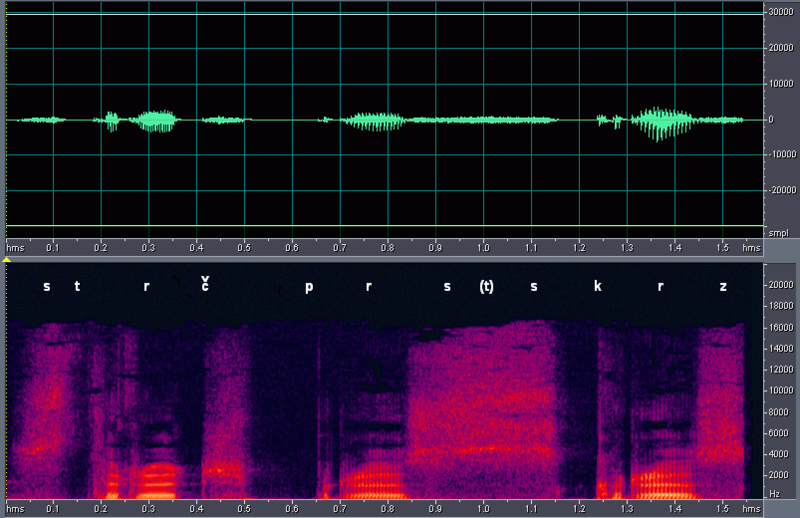
Arriba: forma de onda de un sonido A
Abajo: espectrograma del sonido A

Se utiliza comúnmente en el campo de la música. En la aplicación el usuario deberá reproducir el audio de una canción a través de algún reproductor de música o bien cantándola o tarareándola para que el micrófono del ordenador o del móvil lo capte y se grabe el sonido. Posteriormente, el sonido captado corresponderá a un patrón A que se define por su forma de onda y su representación frecuencial a partir de su Transformada de Fourier. Dicho patrón será comparado con un patrón B que se corresponde con los archivos sonoros que se encuentran en el banco de datos, de los cuales se conoce su forma de onda y su transformada. Todos aquellos archivos de audio de la base de datos cuyos patrones sean similares al patrón de búsqueda, se mostrarán como resultados de la búsqueda.

#### Aplicación
Midomi  se trata de un software que te permite encontrar resultados referentes a una canción a partir del audio que has introducido al haberla cantado o tarareado previamente.

## Base de datos de sonido
Una base de datos de sonido es un conjunto de archivos sonoros almacenados sistemáticamente para su posterior uso. En este sentido, una biblioteca de sonido puede considerarse una base de datos compuesta de archivos sonoros indexados para su consulta. Actualmente, y debido al desarrollo tecnológico de campos como la informática y la electrónica, la mayoría de las bases de datos están en formato digital (electrónico), que ofrece un amplio rango de soluciones al problema de almacenar datos.